# Adolf Paul (Richter)
Adolf Paul (* 23. September 1890 in Lingelbach; † 21. März 1979 in Braunschweig) war ein deutscher Reichsgerichtsrat.

## Leben
Der Sohn eines evangelischen Pfarrers studierte an der Universität Marburg Rechtswissenschaft. Im Wintersemester 1908 wurde er Mitglied der Marburger Burschenschaft Germania, der auch schon sein Vater Hans Paul (1864–1936) angehört hatte. Er legte die juristischen Staatsprüfungen 1911 und 1916 mit „gut“ ab. Im August 1918 wurde er Staatsanwaltschaftrat in Gleiwitz und 1926 in Breslau. Im November 1930 wurde er nach Celle versetzt und zum Oberlandesgerichtsrat ernannt. 
Zum 1. Mai 1933 trat er der NSDAP bei (Mitgliedsnummer 2.576.019) und war ab dem 1. Oktober 1936 Blockleiter. Am 1. September 1939 wurde er als Hilfsrichter an das Reichsgericht berufen. Zum Reichsgerichtsrat wurde er am 1. April 1941 befördert. Er war anfangs als Hilfsrichter im IV. Zivilsenat und dann ab 1940/41 im III. Strafsenat bis 1945 tätig. Nach dem Krieg lebte er als Pensionär bis zu seinem Tod am 21. März 1979 in Braunschweig.

## Ehrungen
- 28. April 1938 Silbernes Treudienst-Ehrenzeichen

## Quelle
- Friedrich Karl Kaul, Geschichte des Reichsgerichts, Band IV (1933–1945), Ost-Berlin 1971, S. 284.